# Fiesta de San Juan Bautista en Veroes (Yaracuy)
La fiesta de San Juan Bautista en Veroes estado Yaracuy, es una celebración religiosa que se festeja cada año en el mes de junio específicamente, los días 23, 24 y 25. En esta celebración se reúnen todos los habitantes del pueblo de Agua Negra y acuden personas del interior del país Venezuela.

## Agua Negra
Esta es una población del Municipio Veroes en el estado Yaracuy, se encuentra habitada desde tiempos muy remotos por un grupo de personas de cultura afrodescendientes, trabajadores en el área de la ganadería, agricultura, recolección de caña de azúcar y por sobre todo 100% devotos de San Juan Bautista.

## San Juan Bautista
Es hijo de Zacarias y de Isabel prima de la santísima virgen, es primo de Jesús nació seis meses antes que él y se dispuso a prepararle el camino, a predicar y a bautizar en el desierto.
San Juan nace en la medianoche del 23 al 24 de junio siendo el único santo al que se le conmemora su nacimiento y no su muerte, el sobrenombre de Bautista proviene de su ministerio.....

## Tradición en Veroes
El 23 de junio de cada año en horas de la tarde un grupo de "sanjuaneros" se reúnen en la casa donde se encuentra San Juan durante todo el año, para pedirle permiso a la dueña y de esta manera sacar al santo al golpe del tambor y banderas amarillas, como símbolo de las mariposas que abundan en el mes de junio. 
Es una tradición original de África con toques Hispanos que datan de muchos años en las comunidades negroides de Venezuela. Consiste en rendirle tributo al santo de la resistencia indígena a San Juan Bautista, celebrada con cantos negroides, tambores y bailes alusivos a las festividades.
Se comienza la primera parte con un baile llamado "sangueo", para acompañar la parranda por las calles exhortando a la población a que se una a la celebración, posteriormente al caer la noche la parranda continua en la plaza del pueblo con agrupaciones regionales, nacionales e internacionales de tambores. 
Durante la madrugada del 24 especialmente a las 4:30 AM se despiden las agrupaciones y se procede acompañar al santo en una procesión por el pueblo al ritmo del tambor y bailes hasta llegar a las 5:30 AM al río más cercano de la comunidad para proceder a bautizar a San Juan y junto a él, todo aquel que quiera bautizarse. 
Finalmente se saca al santo del río y se traslada nuevamente a la plaza para continuar con la parranda sanjuanera. Esta tradición es conocida en Venezuela porque las comunidades negroides lo han sabido difundir.